# Zerynthia caucasica
Zerynthia caucasica är en fjärilsart som först beskrevs av Lederer 1864.  Zerynthia caucasica ingår i släktet Zerynthia och familjen riddarfjärilar. IUCN kategoriserar arten globalt som sårbar. Inga underarter finns listade i Catalogue of Life.

## Bildgalleri

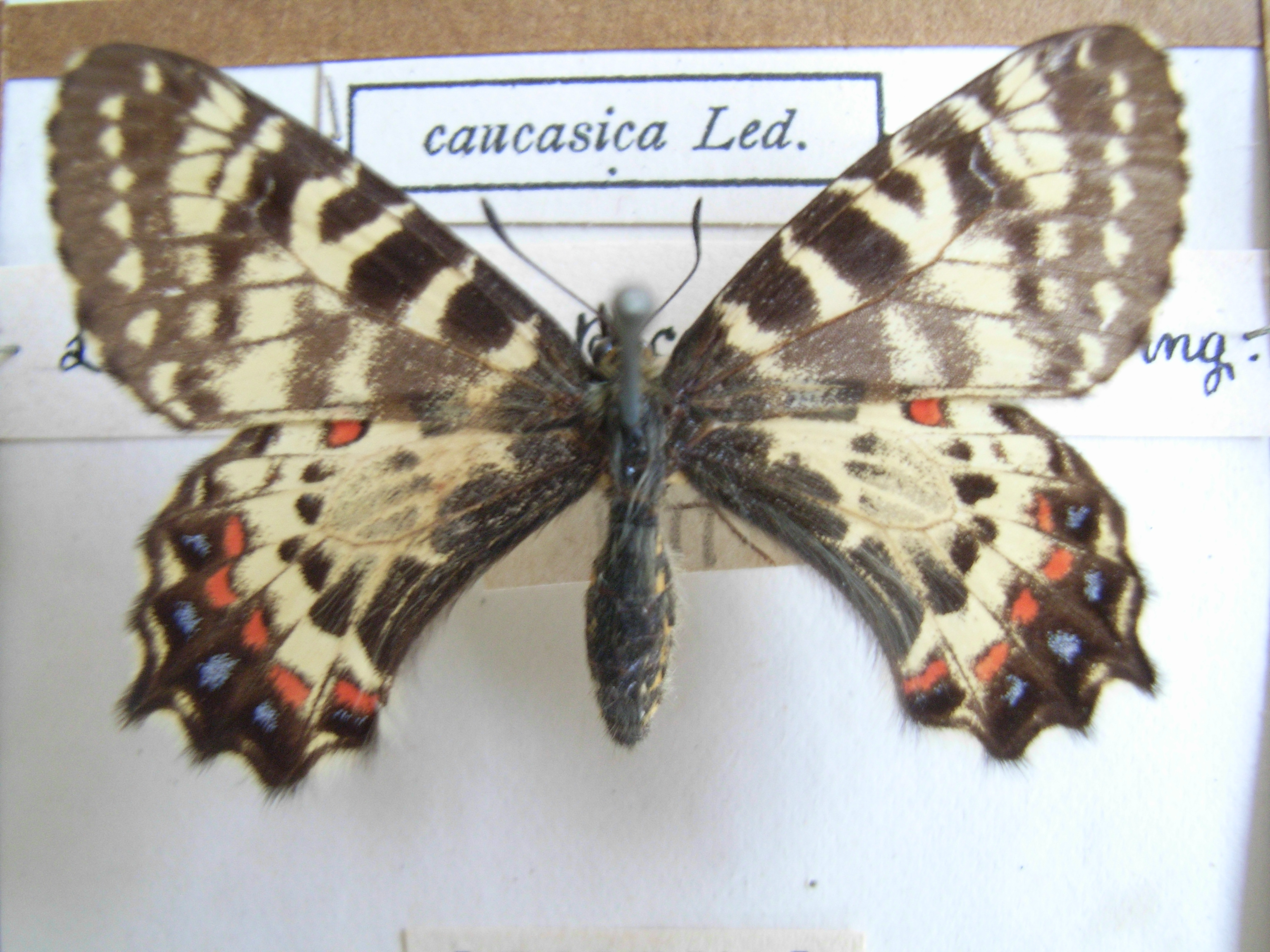
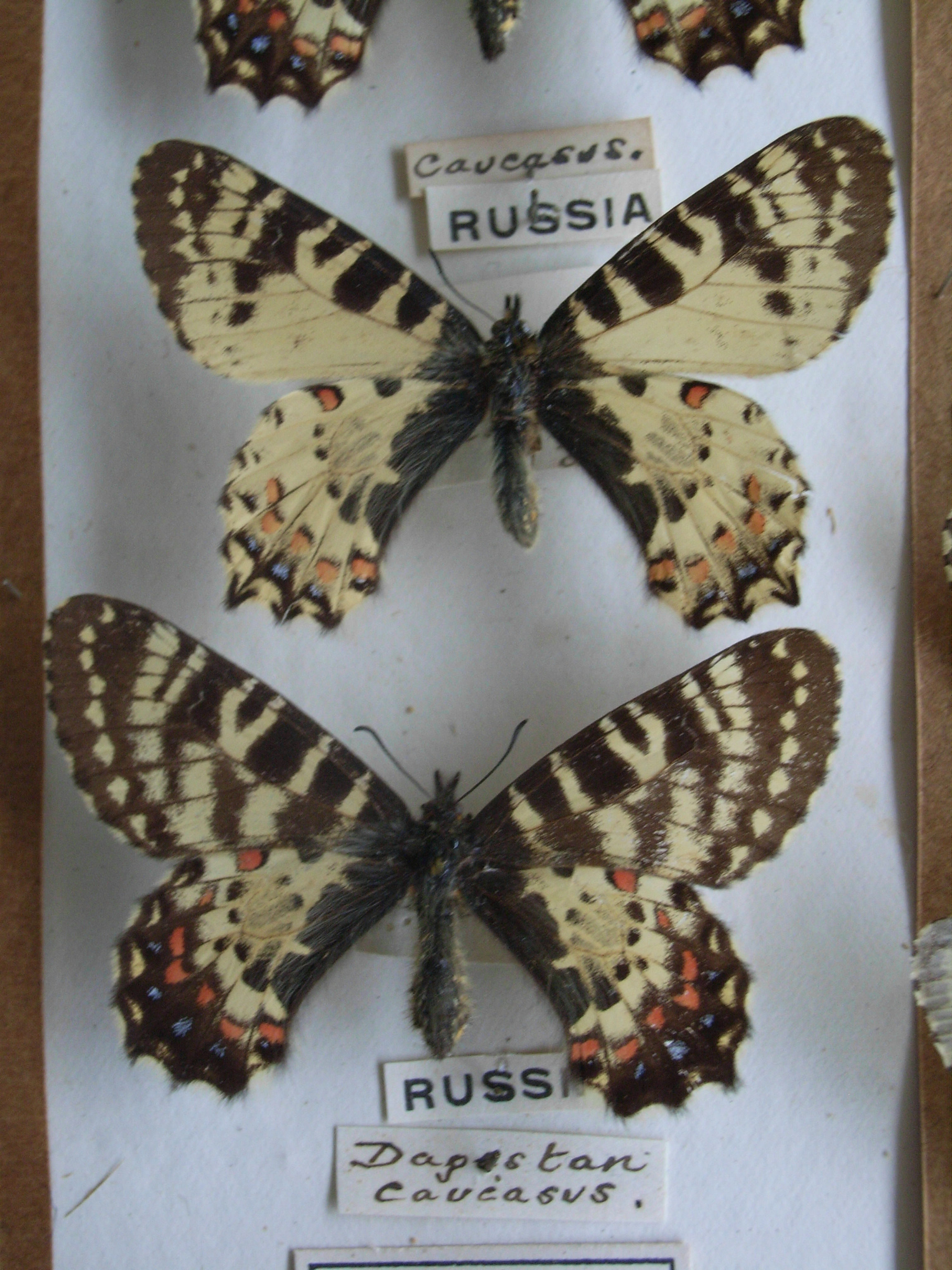
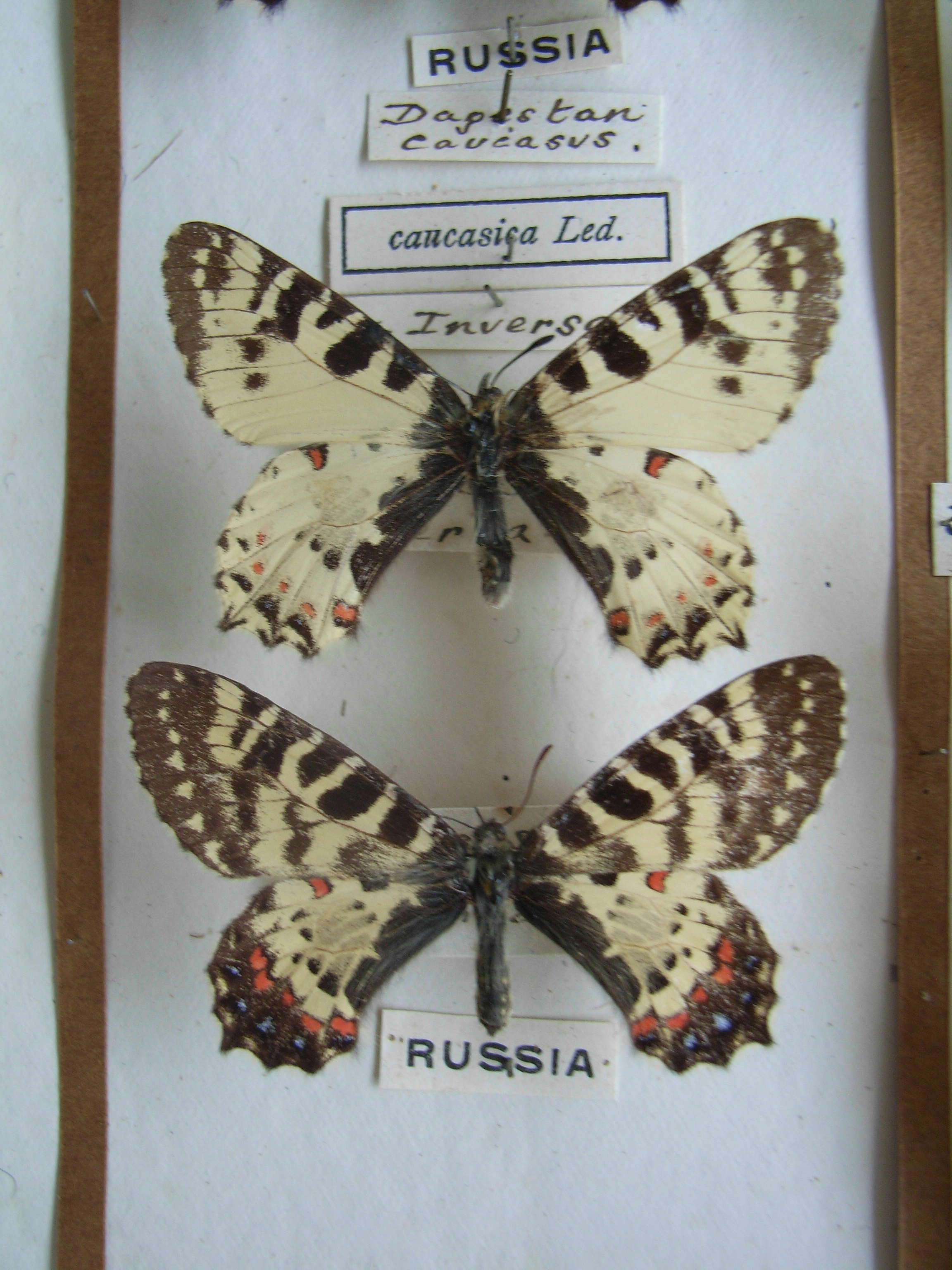